# Upogebia corallifora
Upogebia corallifora is een tienpotigensoort uit de familie van de Upogebiidae. De wetenschappelijke naam van de soort is voor het eerst geldig gepubliceerd in 1989 door Williams & Scott.